# Puff, the Magic Dragon
«Puff, the Magic Dragon» es una canción folk estadounidense escrita por Leonard Lipton y Peter Yarrow, popularizada por el grupo Peter, Paul and Mary en un disco lanzado en 1963 bajo el sello discográfico Warner Music.
La canción no tardó mucho en empezar a formar parte de la cultura popular estadounidense y británica y posteriormente, en otros países con sus respectivas traducciones.

## Letra
La letra de «Puff, the Magic Dragon» estaba basada en un poema que Leonard Lipton escribió en 1959 cuando tenía 19 años y estudiaba en la Universidad de Cornell, Estados Unidos. A su vez, Lipton lo escribió inspirándose en el texto del poeta estadounidense Ogden Nash titulado Custard the Dragon, que trataba sobre un pequeño dragón domesticado. Cuando lo tuvo terminado, Lipton pasó el poema a Peter Yarrow, amigo y compañero de la misma universidad, quien se encargó de añadir más estrofas y la música. En 1961, Yarrow contactó y se unió a Paul Stookey y Mary Travers con los cuales formarían el grupo Peter, Paul and Mary. Antes de grabar la canción Puff, the Magic Dragon, el grupo ya la empezó a tocar en 1961 en sus actuaciones en directo.
La letra cuenta una agridulce historia sobre un dragón eterno llamado Puff y su amigo Jackie Paper con quien jugaba cuando era un niño pequeño, pero a medida que Jackie se iba haciendo adulto, iba perdiendo el interés por las aventuras imaginarias típicas de la infancia, dejando a Puff solo y deprimido.
En 2007 se publicó un libro con ilustraciones de Eric Puybaret y con una adaptación del final de la historia para tratar de hacerla más alegre. En este nuevo final, cuando Jackie se hace mayor, perdiendo las ganas de seguir jugando con su imaginación, Puff puede encontrar otro compañero de juegos, una niña pequeña que según algunos autores puede que se trate de la hija de Jackie.

## Otras interpretaciones
Algunos sectores han creído que la letra de la canción se refería a fumar marihuana por las referencias de Paper (papel), Dragon/draggin (colocarse) y Puff (fumar) —insertado también en la película Meet the Parents— empezando a ser un himno para el movimiento hippie. Respecto a estos comentarios, los autores de la canción han negado vehementemente, en repetidas ocasiones, cualquier referencia intencional a las drogas. Peter Yarrow insistió en que "Puff" trata de las dificultades de hacerse mayor y no de las drogas. No obstante, en 2004 Yarrow estuvo presente en la campaña a la presidencia de Estados Unidos de su amigo íntimo John Kerry, quien fue grabado gesticulando una ficticia calada de marihuana cuando Yarrow cantaba Puff.

## Otras versiones
A lo largo de los años, diversos artistas han creado versiones o traducciones de la canción, entre los cuales destacan:
- The Andrews Sisters
- Bing Crosby
- Bonnie 'Prince' Billy
- Broken Social Scene
- Dolly Parton
- Falsterbo 3
- Gregory Isaacs
- Grup de Folk (cantada y traducida al catalán como Paff, el Drac Màgic)
- Joan Manuel Serrat
- John Denver
- Mariko Kōda
- Marlene Dietrich (cantada y traducida al alemán como "Paff, Der Zauberdrachen")
- Me First and the Gimme Gimmes
- Patsy Biscoe
- Paul Shanklin
- Roger Whittaker
- Seal
- Staind live
- Super Junior (Cho KyuHyun)
- The Chipmunks
- The Irish Rovers
- The Kingston Trio
- The Seekers
- Tom Chapin
- Trini López
- The Mamas & The Papas